# Худ, Дарла
Дарла Джин Худ (англ. Darla Jean Hood, 8 ноября 1931 — 13 июня 1979) — американская актриса.
С ранних лет изучала пение и танцы на курсах в Оклахома-Сити. В трехлетнем возрасте приехала с родителями в Нью-Йорк, где успешно пройдя кинопробы на студии «Hal Roach Studios», получила роль в серии комедийных короткометражек «Пострелята», съёмки которых проходили в Калифорнии. В 1935 году состоялся её дебют в короткометражке «Безумства пострелят 1936-го», а год спустя она снялась вместе Лорелом и Харди в фильме «Богемская девушка». Худ продолжала сниматься в «Пострелятах» до 1941 года, появившись в 50 выпусках. Её героиня наиболее запомнилась зрителям своим кокетливым характерам, а также любовным интересом к персонажам Карла Швитцера, Томми Бонда и Дарвуда Кейя.
После ухода из проекта Дарла Худ занялась музыкальной карьерой, первоначально выступая с собственной группой, а затем сольно — в ночных клубах и на телевидении. Актриса дважды была замужем, воспитав со вторым супругом Хосе Грансоном троих детей. В 1979 году Дарла Худ попала в больницу с операцией на аппендицит, после которой она неожиданно скончалась от сердечной недостаточности в возрасте 47 лет. Вскрытие показало, что у неё был острый гепатит, которым она заразилась во время операции. Актриса была похоронена на кладбище «Hollywood Forever».